# Castelo de Monterreal

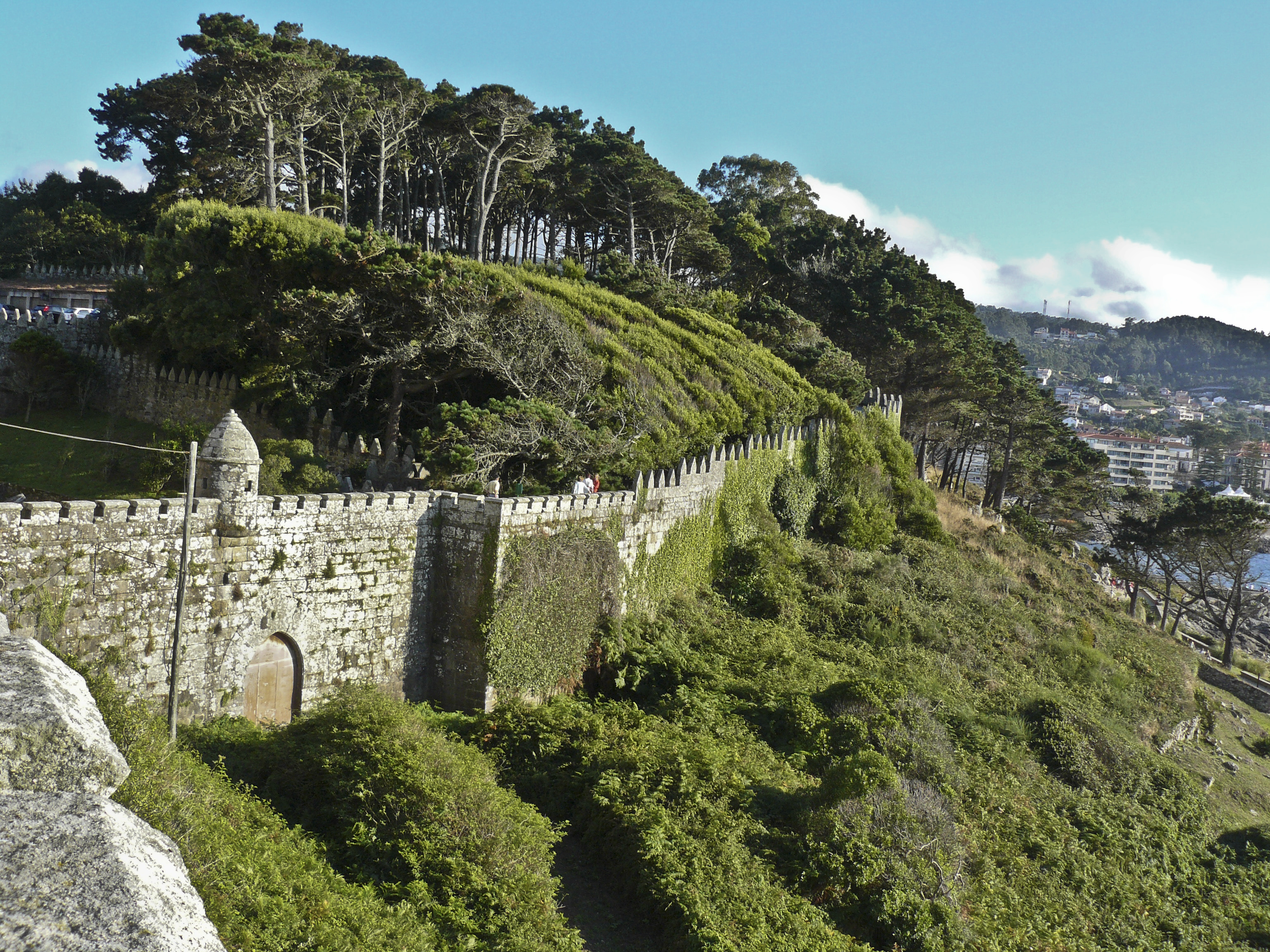
Castelo de Monterreal, Espanha: aspecto das muralhas.

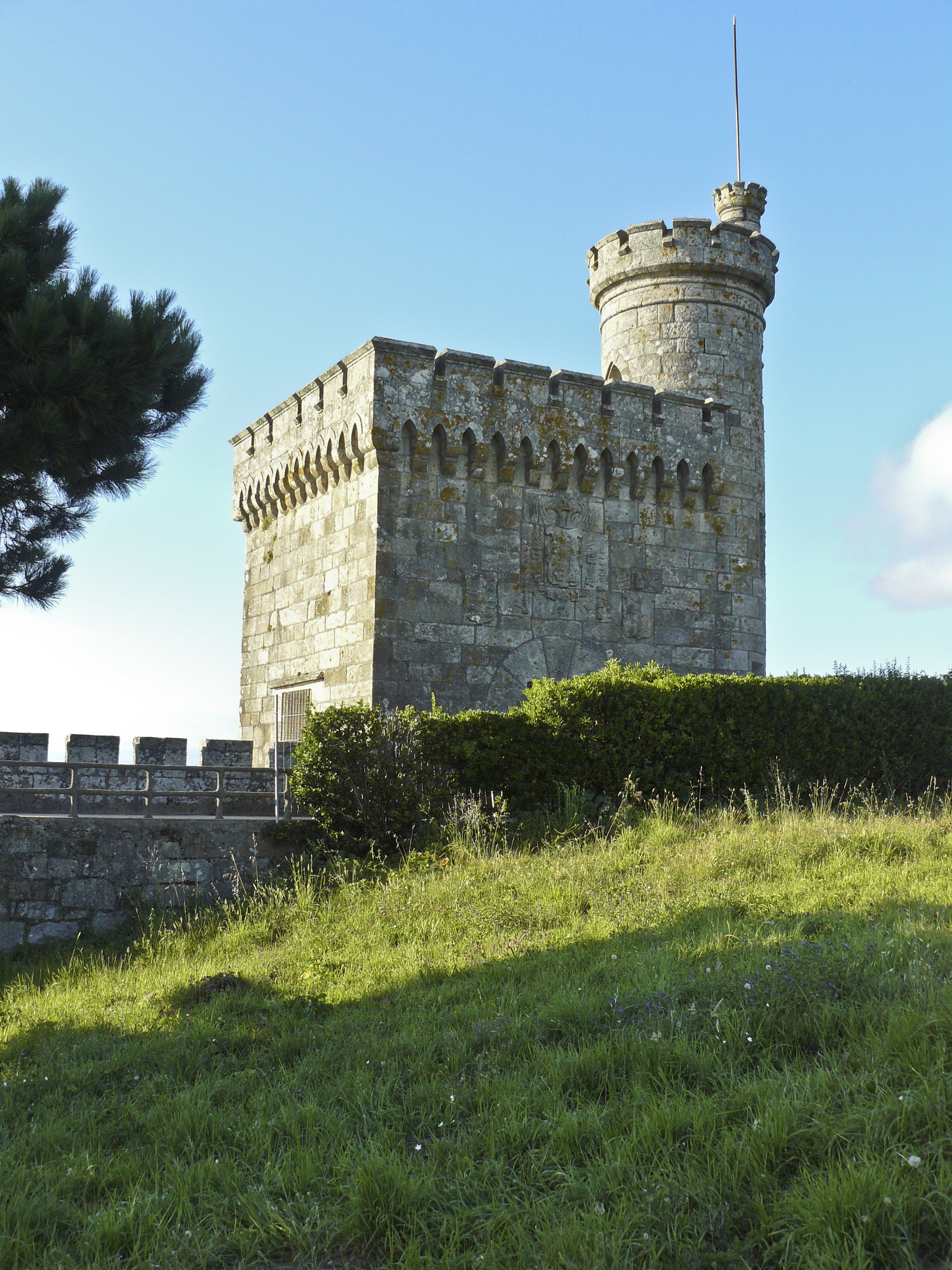
Castelo de Monterreal, Espanha: Torre do Príncipe.

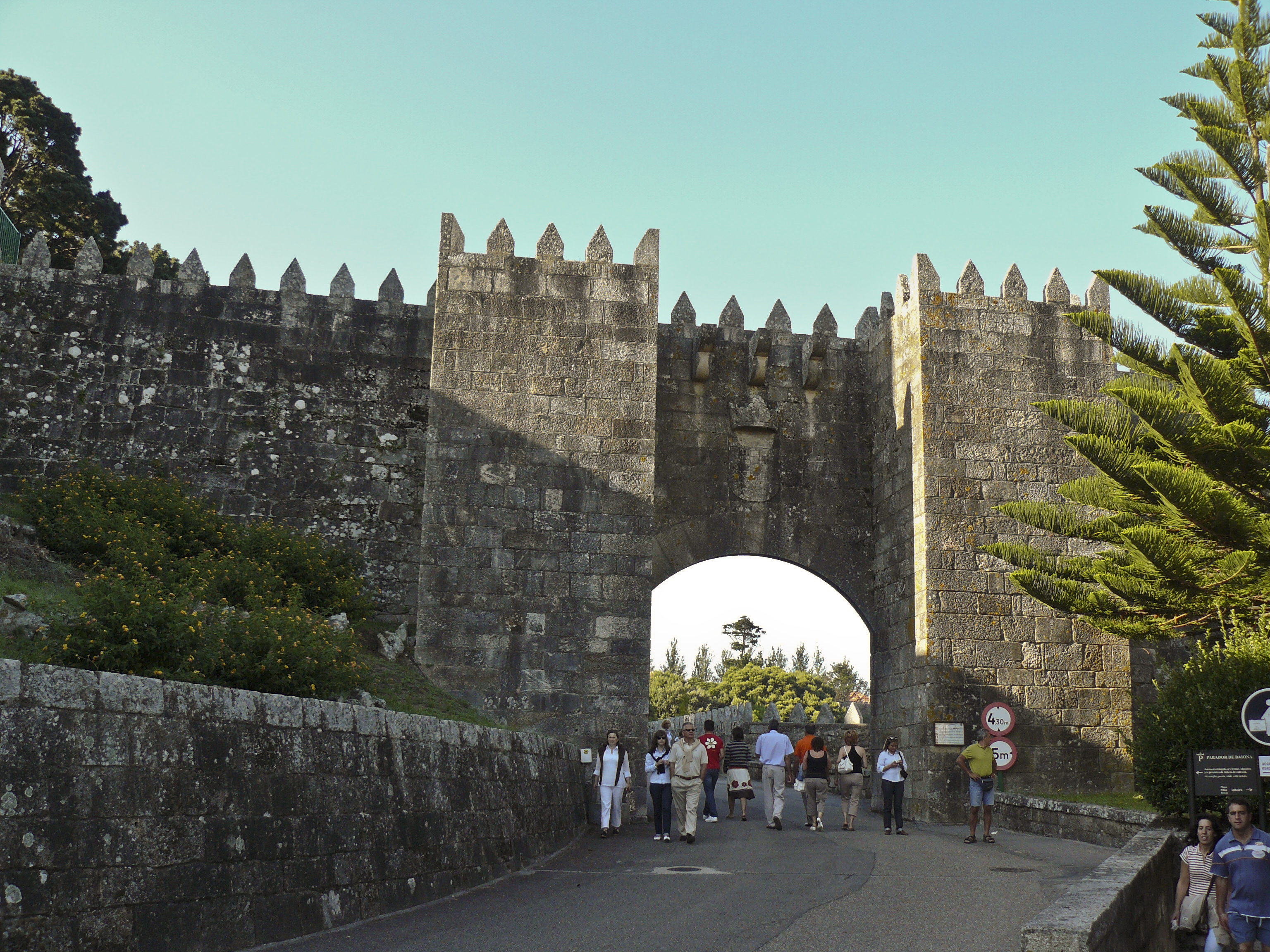
Castelo de Monterreal, Espanha: Portão de Armas.

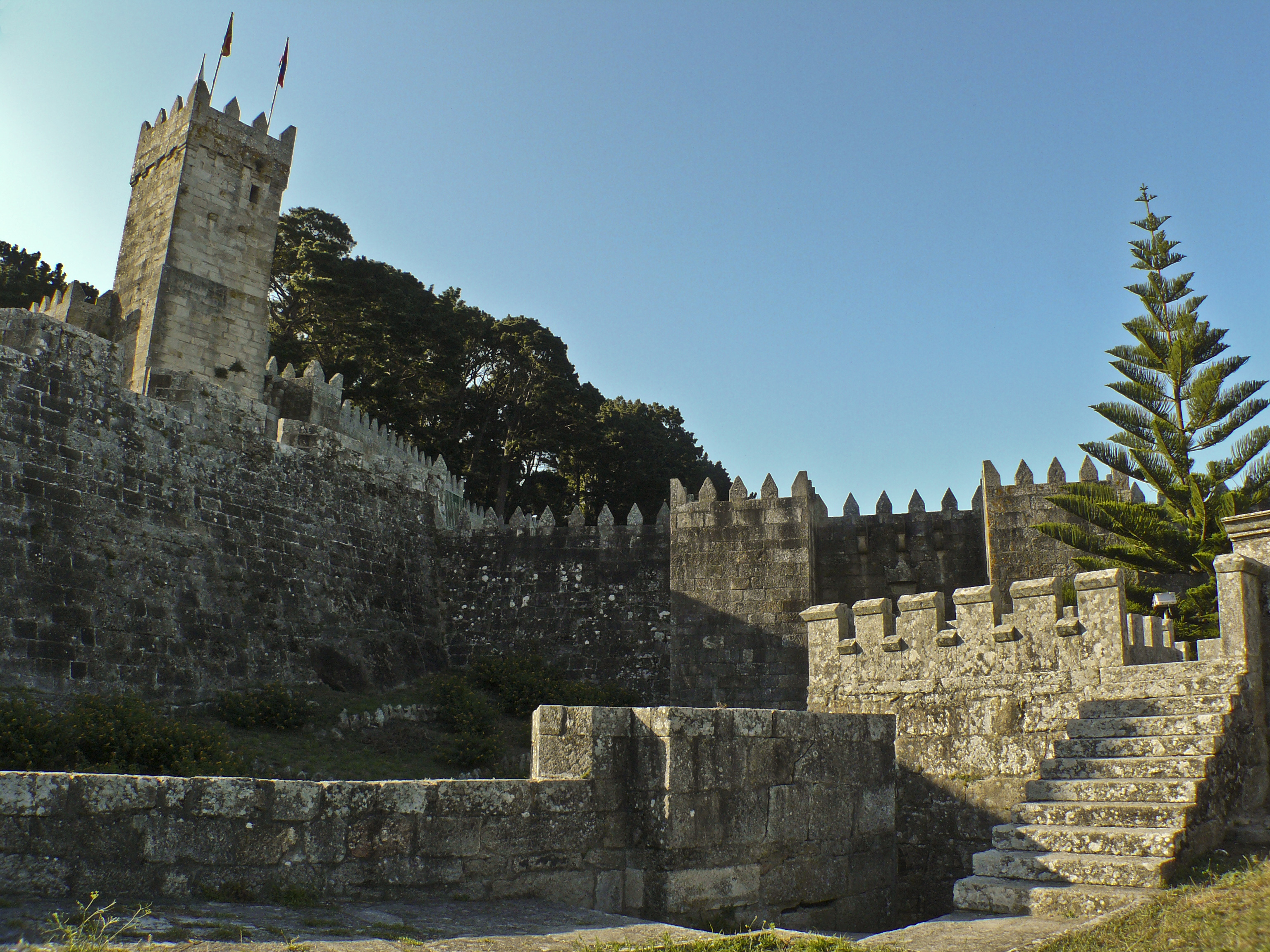
Castelo de Monterreal, Espanha.

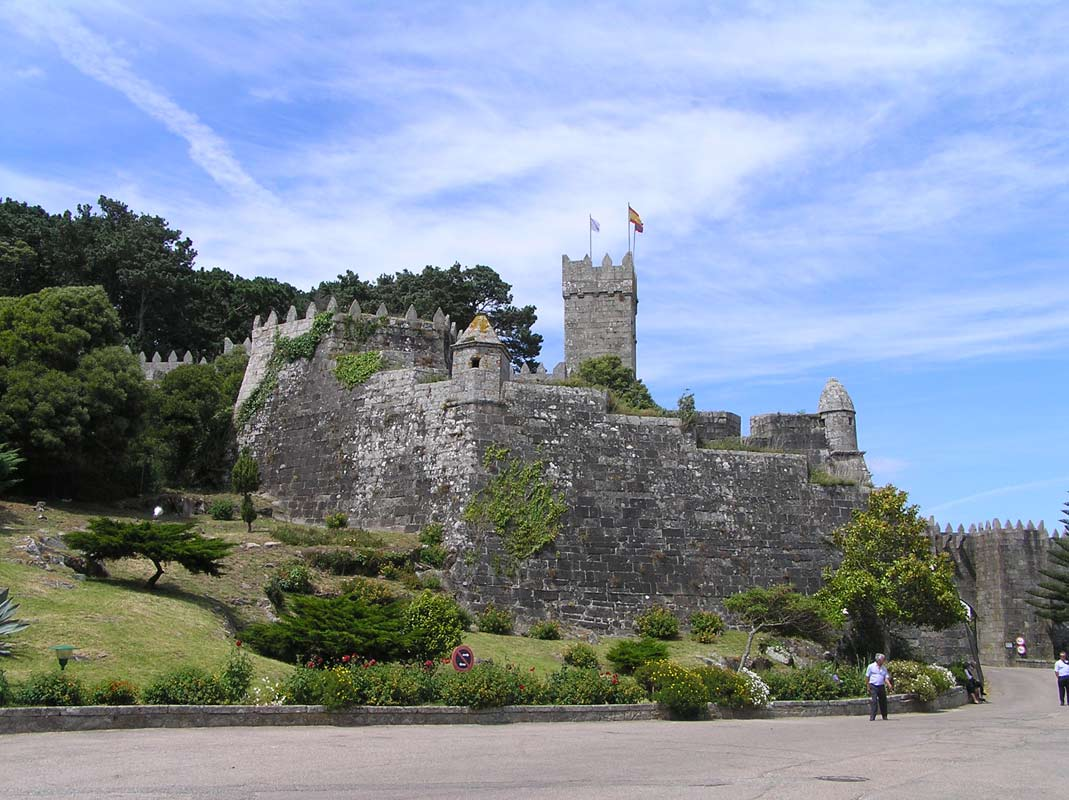
Castelo de Monterreal, Espanha.

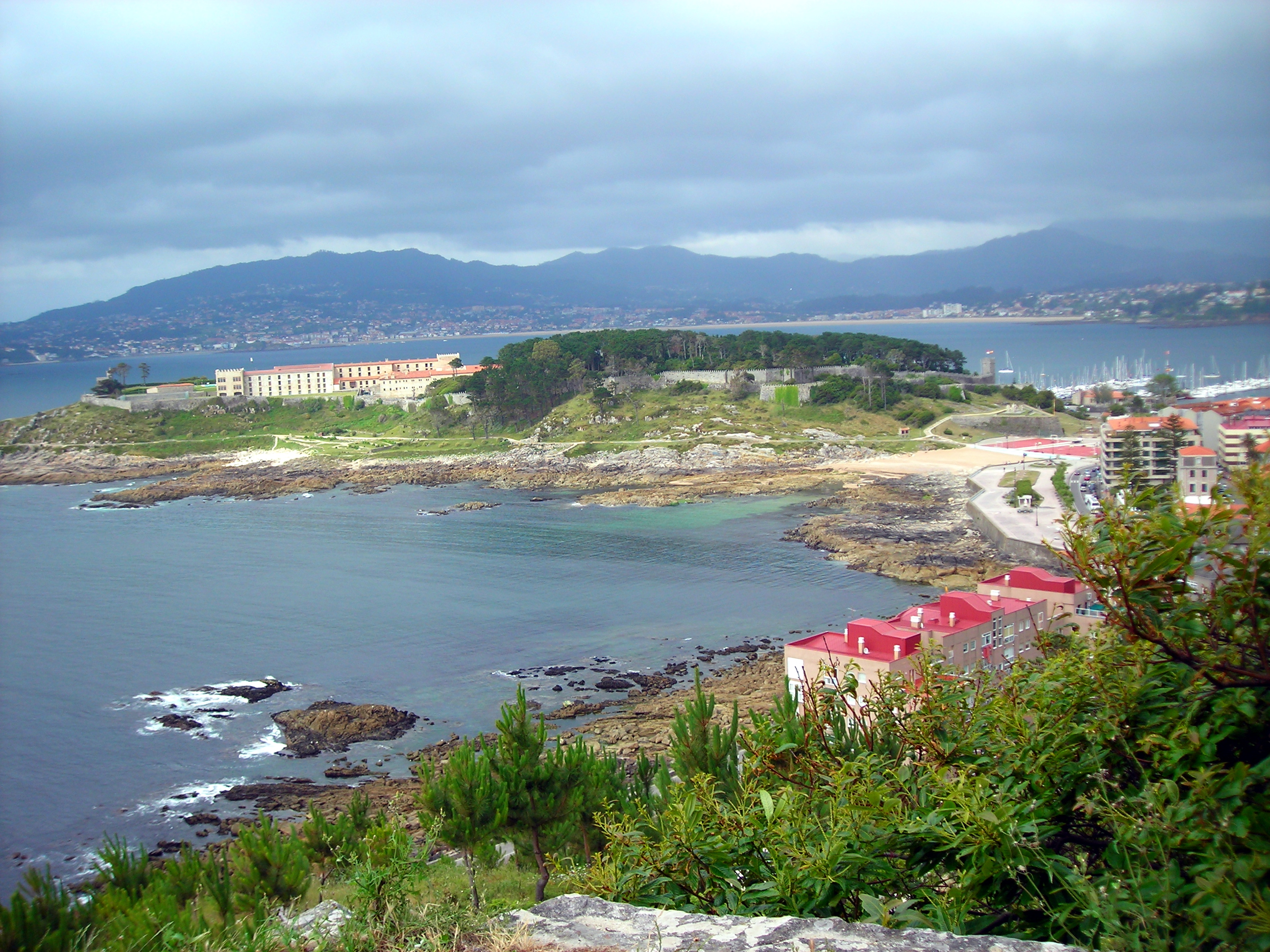
Castelo de Monterreal, Espanha: vista a partir de Baiona.

O Castelo de Monterreal, também conhecido como Fortaleza de Monte do Boi, localiza-se no concelho de Baiona, comarca de Vigo, província de Pontevedra, na comunidade autônoma da Galiza, na Espanha.
Erguido à beira mar, num entorno de grande beleza paisagística, incorpora elementos construtivos dos séculos XII ao XVI. O Monte Real foi o ponto estratégico onde se articulou, na Baixa Idade Média, a defesa do território das Rias Baixas. Em nossos dias encontra-se requalificado como Parador Nacional de Turismo Conde de Gondomar.

## História

### Antecedentes
A primitiva ocupação estratégica de seu sítio remonta a um castro ou castelo, erguido por volta do século II a.C.. À época romana, quando Júlio César conquistou Baiona (60), teve que perseguir os últimos sobreviventes até aos seus refúgios nas ilhas Cíes. Tanto os romanos, como os visigodos e os muçulmanos deixaram as suas marcas neste castelo.

### O castelo medieval
O rei Afonso IX de Leão promoveu-lhe importantes obras entre os séculos XII e XIII.
Em 1331 foi atacado pela frota portuguesa sob o comando do almirante Manuel Pessanha, tendo mais tarde o rei Fernando I de Portugal aqui fixado residência.
A região conheceu o seu período de maior esplendor durante os séculos XV e XVI, quando se constituía em um próspero centro comercial, em virtude do privilégio concedido por João II de Castela aos burgos de Baiona e da Corunha do monopólio do comércio com o estrangeiro.

### A reforma renascentista
Em torno da fortificação de Monte Real formara-se um núcleo populacional, elevado a vila pelos Reis Católicos. Na ocasião, a carta de povoamento, concedia que duas centenas de famílias passassem a habitar no interior de suas muralhas, assegurando-lhes os mesmos privilégios da vizinha Baiona. Aqui aportou, em 1 de Março de 1493, a caravela Pinta, com a notícia do descobrimento da América.
Data dessa fase a actual aparência do castelo, quando foi reformado e ampliado por Diego Sarmiento de Acuña, conde de Gondomar, que o renomeou como Castelo de Monterreal em homenagem aos Reis Católicos.

### A reforma seiscentista
Sob o reinado de Filipe II da Espanha sofreu nova e extensa campanha de reformas, visando modernizá-la, adaptando-a à artilharia da época. Datam dessa fase as suas linhas abaluartadas, com traça dos arquitectos militares italianos, irmãos Fratín, sob as ordens do Capitão-general do reino da Galiza, o marquês de Cerralbo.
Em 1589 suportou o assalto dos corsários ingleses sob o comando de Francis Drake.

### Do século XVII aos nossos dias
Posteriormente, perdeu importância estratégica, conforme antecipado pelo engenheiro militar Tibúrcio Spanochi a Filipe III da Espanha em um relato em que dava conta de que, em que pesasse a opinião geral sobre o valor militar desta fortificação, o grande porto da ria seria, no futuro, o de Vigo.
No século XVIII foi visitado pelos iluministas Frei Martín Sarmiento e Xosé Cornide.
Monte Real foi perdendo gradativamente a sua população até que, em fins do século XIX, ficou praticamente desabitada.
O conjunto da fortificação, foi restaurado e requalificado em 1966 como Parador Nacional.

## Características
O atual conjunto, em que predomina o estilo renascentista, distribui-se numa superfície de 18 hectares, com quatro portões de acesso:
- a Porta do Sol, mais antiga e a segunda pelo lado de terra, erguida pelo governador Pedro Bermúdez em 1586;
- a Porta do Príncipe, encimada por um brasão de armas;
- a Porta Real, do século XVI, com arco de volta perfeita e os escudos dos Sarmiento, da Espanha e da Áustria; e
- a Porta de Filipe IV, do século XVII, que se constitui no Portão de Armas. Nela destacam-se as colunas acaroadas que sustêm dois bispos de xadrez em pedra, com grandes dimensões, e que também serve de aceso à praia da Barbeira.

Do antigo castelo restam três quilômetros das suas antigas muralhas, percorridas em seu topo por adarves. Nele destaca-se a Torre da Porta do Sol, acedida por uma rampa com uma ponte levadiça, e três outras grandes torres:
- A Torre do Príncipe, de planta quadrada que conta com um torreão circular adossado, situada a Oeste das muralhas. O seu interior é abobadado, e uma escada de caracol conduz à plataforma superior. A sua porta é encimada por três escudos: o de Baiona à direita, um com cabeça de fera, possivelmente datando das reformas de 1663 e, no centro, um escudo de Espanha. A torre foi inicialmente utilizada como farol e posto de vigia, dominando a entrada do porto. Foi destruída por Almançor em 997, e reconstruída por Afonso VI de Leão e Castela em 1027. Serviu como prisão para o rei Afonso I de Portugal em 1173. Sofreu extensas modificações  em 1564 sob a traça do arquitecto militar Juan Zurita, por ordens de Filipe II da Espanha. Do seu alto podem-se ver-se as ilhas Estelas e as Cíes.
- A Torre da Tenaça, a Leste, de planta heptagonal, cobrindo o porto. Serviu como paiol e como prisão do Bispo de Tui Diego de Muros por Pedro Madruga.
- A Torre do Relógio, ameada, cobrindo o lado de terra, apresenta planta quadrada e foi reedificada no século XVII. Conta com seis peças de artilharia. Nela soa um sino datado de 1510, em sinal de alarme.

O conjunto é integrado ainda pelas seguintes defesas:
- A Bateria e Porta de Santo Antão, que constituem a quarta bateria, com a função de defesa do interior do porto e seu acesso. Conta com oito canhoneiras.
- O palácio, em estilo neogótico do século XIX.

Representando as intervenções dos irmãos Fratín citam-se o Reduto da Porta do Sol, a porta da ponte levadiça, a fortificação do Cangrejo e as duas meia-luas do Condestável, construções que envolveram o primitivo muralhamento dando-lhe ao conjunto o aspeto que hoje conserva. A meia lua do Cangrejo configura-se como um hornaveque que se cimenta na água e seus canhões defendem, parte o interior do porto e parte a terra firme.
Além dessas, em 1474 Pedro Madruga, após atacar Baiona, fez erguer no Monte Boi uma torre, de que ainda se conservam vestígios.

## Galeria

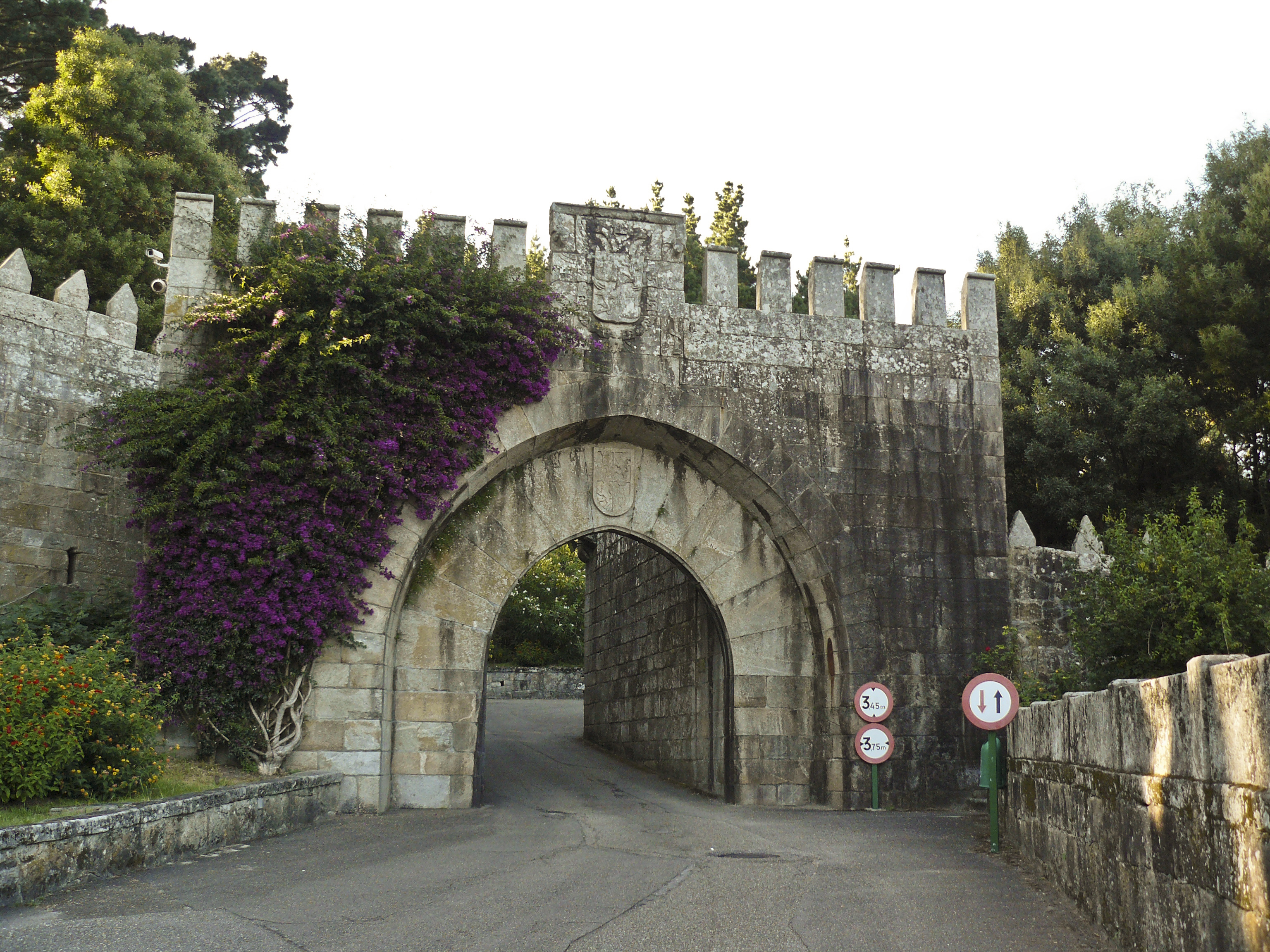
Porta de Baiona
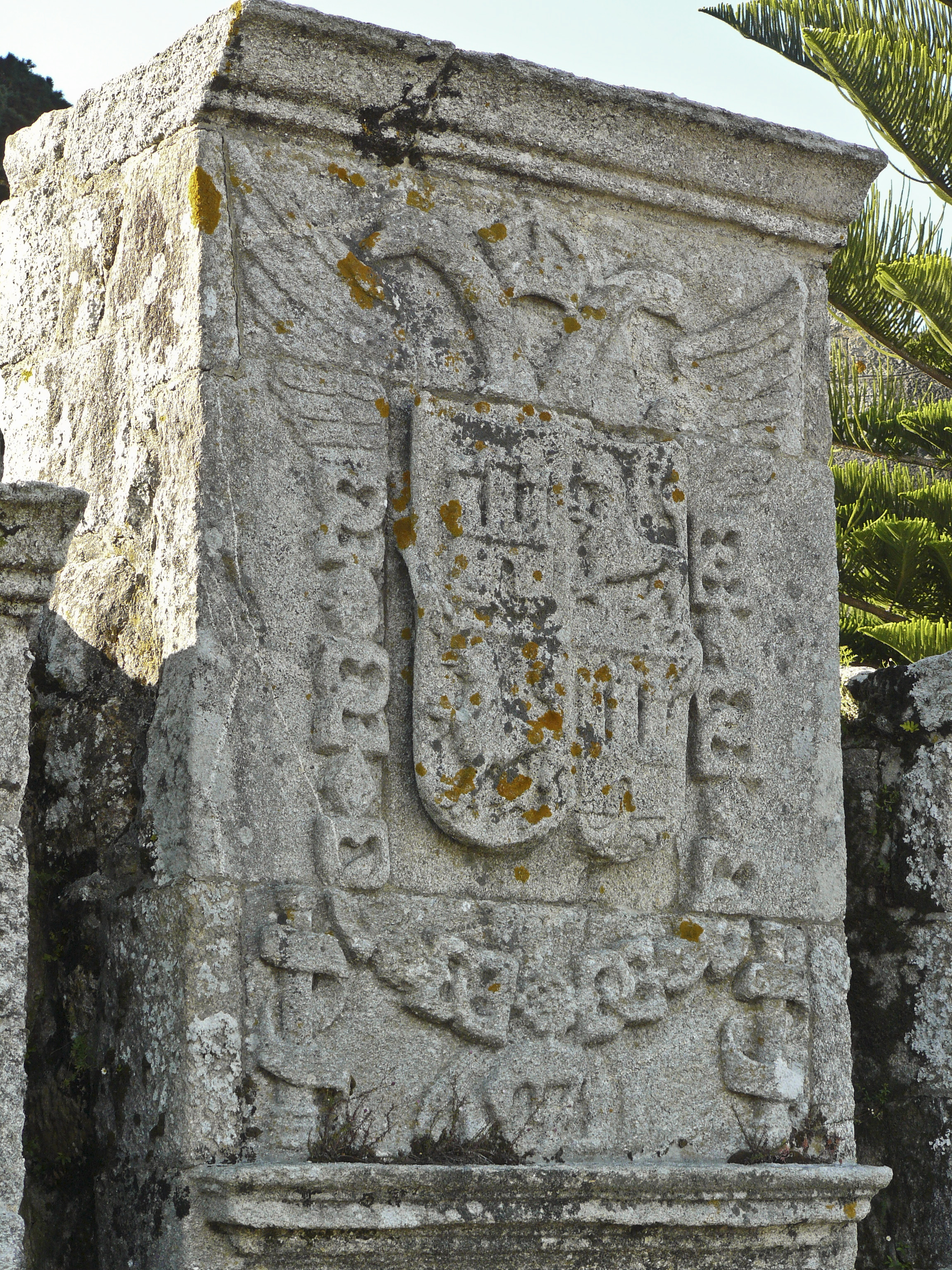
Escudo imperial com as águias bicéfalas e as colunas de Hércules
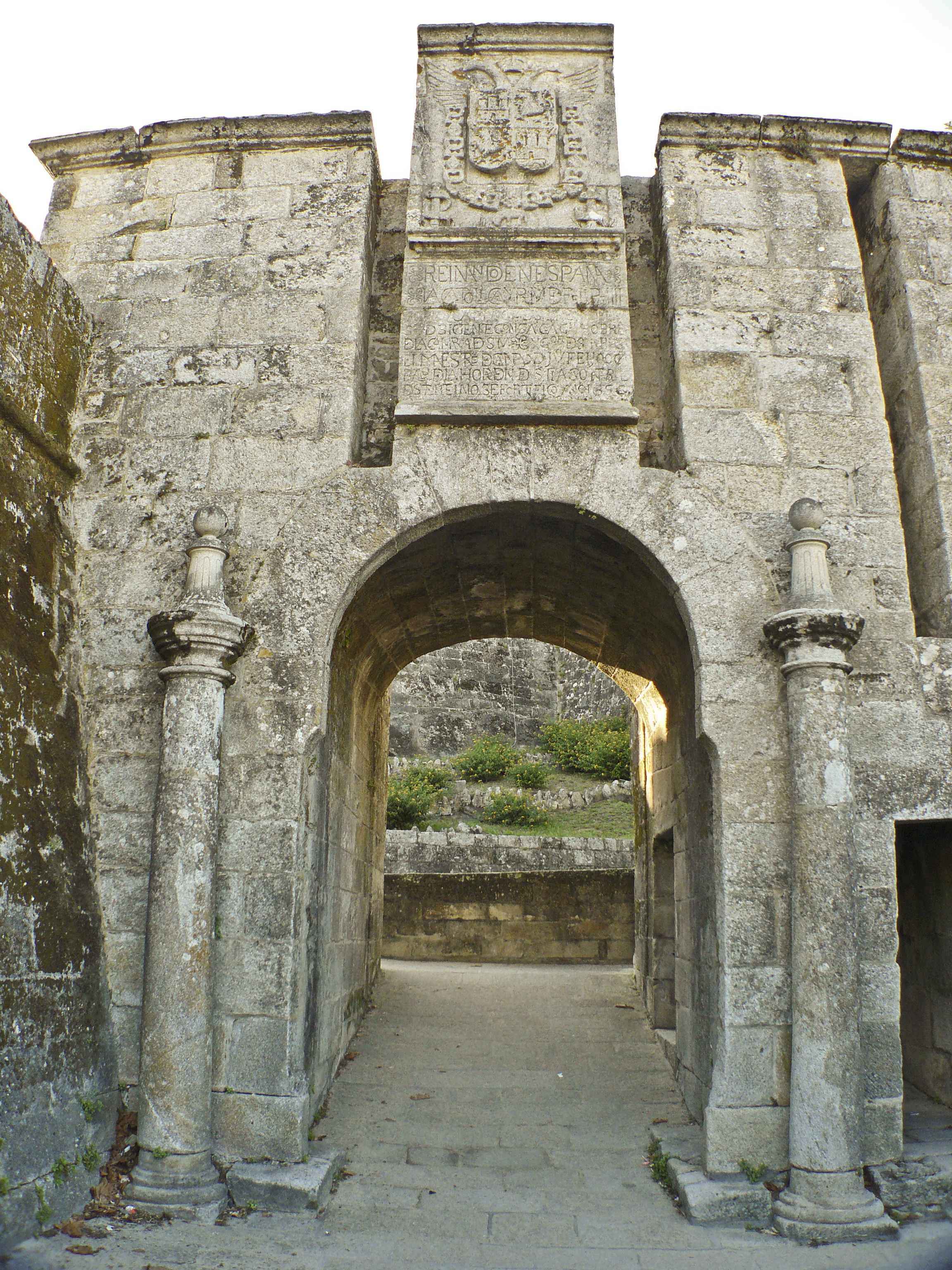
Porta de Filipe IV
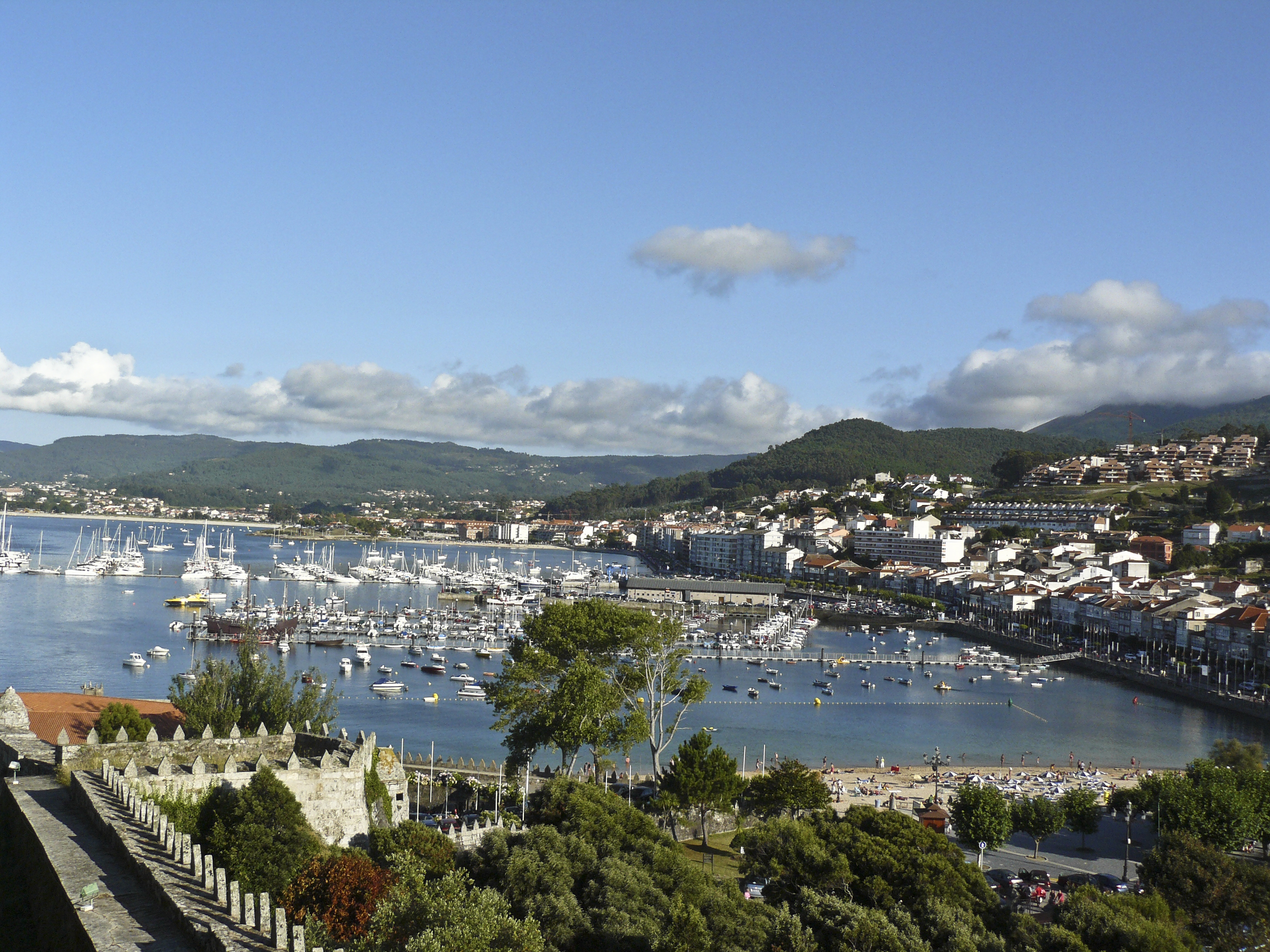
Vista do porto de Baiona a partir do castelo
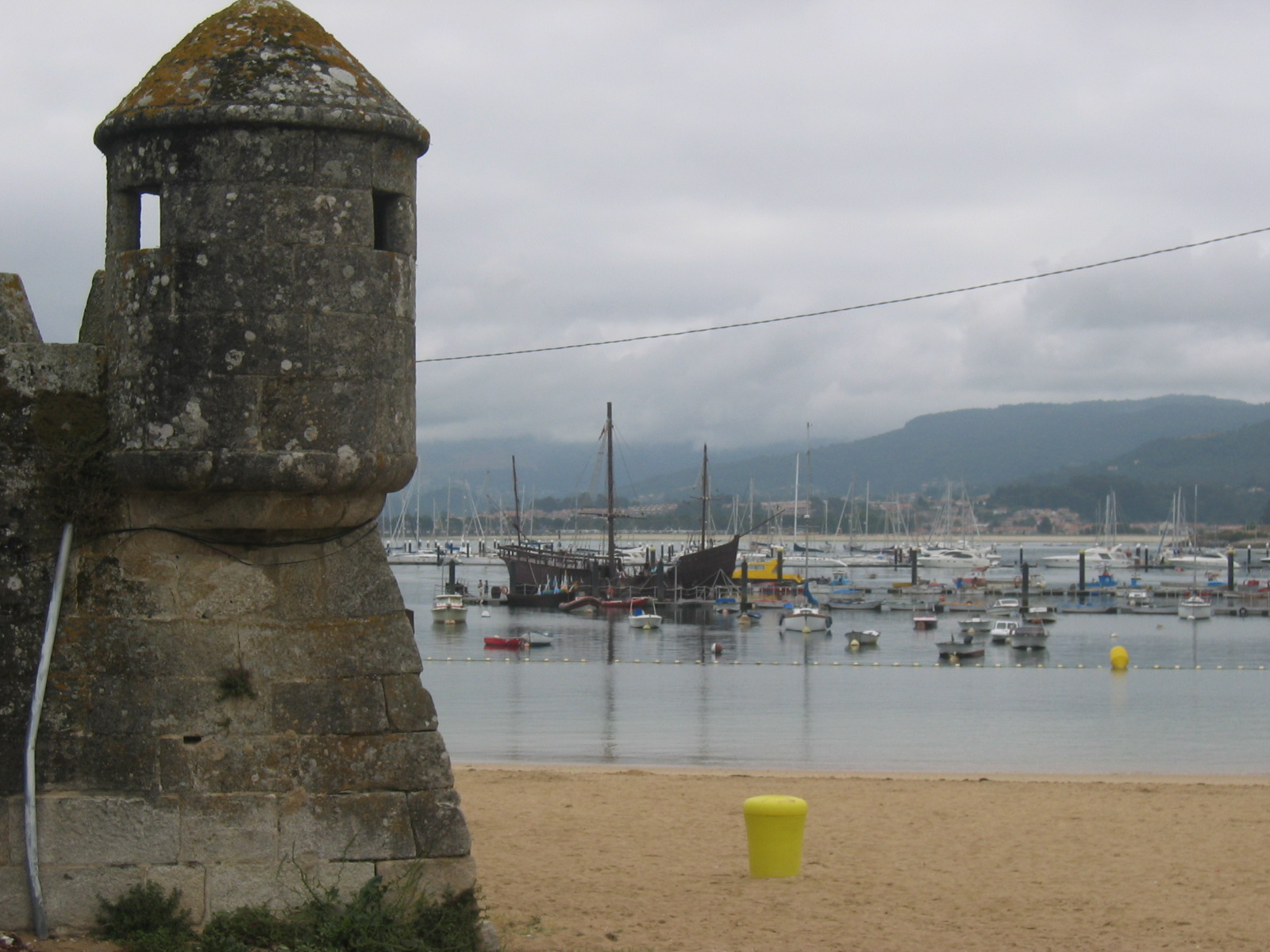
Réplica da Pinta em Baiona; em primeiro plano, uma guarita do forte
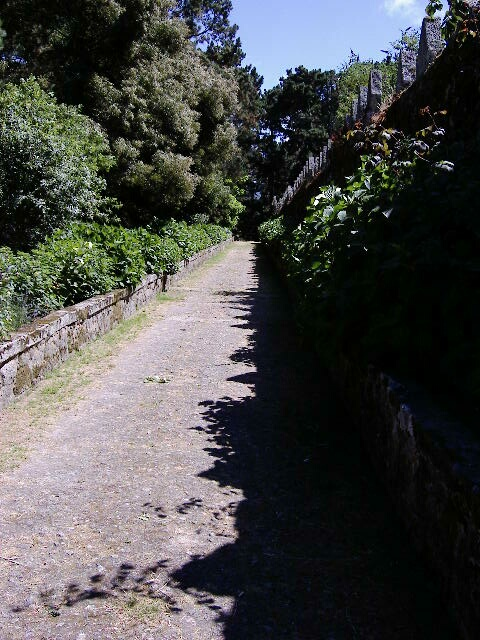
Adarve
- Interior do parador